# Lamelas (Santo Tirso)
Lamelas ist ein Ort und eine ehemalige Gemeinde (Freguesia) im Norden Portugals.
Lamelas gehört zum Kreis Santo Tirso im Distrikt Porto. Die Gemeinde hatte eine Fläche von 4,5 km² und 916 Einwohner (Stand 30. Juni 2011).
Am 29. September 2013 wurden die Gemeinden Lamelas und Guimarei zur neuen Gemeinde União das Freguesias de Lamelas e Guimarei zusammengeschlossen. Lamelas ist Sitz dieser neu gebildeten Gemeinde.

## Söhne und Töchter des Ortes
- Licá (* 1988), Fußballspieler